# Буреева, Фарида Мухаматшарыповна
Фарида Мухаматшарыповна Буреева (Фаткулина) (род. 4 марта 1974, Омск) — российский этнограф, специалист по музейному делу. Кандидат исторических наук (2001). Директор омского областного музея изобразительных искусств им. А. А. Врубеля. Один из разработчиков проекта центра «Эрмитаж-Сибирь».
Сфера научных интересов: История и этнография народов Сибири, Крайнего Севера и Дальнего Востока; народное искусство; этномузееведение; история и этнография тюркских народов.

## Биография
Родилась 4 марта 1974 года в Омске.
В 1991—1996 годы училась на историческом факультете в Омском государственном педагогическом университете. В альма-матер преподавала на кафедре музеологии, училась в 1996—1999 годах в аспирантуре. Имеет диплом выпускника факультета теории и истории искусств Санкт-Петербургского государственного академического института живописи, скульптуры и архитектуры имени И. Е. Репина. Также обучалась в Немецкой академии менеджмента Нижней Саксонии, стажировалась в музеях Бельгии и Франции.
В 2001 году в Новосибирске защитила кандидатскую диссертацию на тему «Орнамент Тарских татар конца XIX—XX в. (к проблеме этнокультурной истории)».
С 1996 по 2001 год работала экскурсоводом, затем три года учёным секретарём, а с 2005 года — заместителем директора по научной работе Омского областного музея изобразительных искусств имени М. А. Врубеля. 
С 21 августа 2017 года директор музея им. М. А. Врубеля.

## Публикации
- Орнаментированные тюбетейки тарских татар // Словцовские чтения: Материалы Всероссийской научной конференции. Тюмень, 2000. С. 257-261.
- Берестяные изделия и циновки тарских татар // Исторический ежегодник. Омск, 2002. С. 110-113.
- Орнаментированные изделия из дерева тарских татар (предметы быта) // Культурное наследие нардов Сибири и Севера. СПб., 2004. С. 33-39.
- Традиции декоративно-прикладного искусства Русского Севера и Урала в художественном металле тарских татар // Искусство народов Сибири: прошлое, настоящее, будущее: Материалы Всероссийской научной конференции. Омск, 2004. С. 39-42.
- Орнаментированные полотенца тарских татар из собрания Омского государственного историко-краеведческого музея // Труды по археологии и этнографии ОГИКМ. Омск, 2006. С. 54-58.

## Награды
- Почётная грамота Министерства культуры РФ
- Премия губернатора Омской области «Лучший работник учреждения Омской области в сфере культуры»[3]